# Izvestija
Izvestija (in russo Известия?; lett. "Notizie") è un quotidiano russo, fondato a San Pietroburgo nel 1917. Izvestija è uno dei quotidiani di più antica fondazione in Russia, nonché uno dei più diffusi e famosi.

## Storia

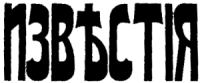
La vecchia testata Izvestija. Nel logo sono presenti due caratteri non più usati oggi nel russo moderno dopo la riforma dell'ortografia russa post 1917.

### Origini
Il giornale venne pubblicato per la prima volta il 13 marzo 1917 a San Pietroburgo come organo del Soviet di Pietrogrado, la prima testata infatti recitava Notizie dei deputati lavoratori del Soviet di Pietrogrado. Era l'organo di espressione dei menscevichi e del Partito Socialista Rivoluzionario Russo.
Nell'agosto del 1917 la testata cambiò in Notizie del Comitato Centrale dei deputati dei lavoratori e dei soldati del Soviet di Petrograd. Nell'ottobre dello stesso anno cambiò ancora testata divenendo Notizie del Comitato Centrale dei deputati lavoratori e militari dei Soviet per poi divenire Notizie dei Soviet e dei deputati del Popolo. In seguito divenne l'organo ufficiale del Soviet Supremo e del Consiglio dei commissari del popolo.

### Dal 1917 al 1991
Durante il periodo sovietico, mentre la Pravda fungeva da portavoce ufficiale del partito comunista, la Izvestija era la voce ufficiale del governo sovietico così come espressa dal Presidium del Soviet Supremo. Il nome completo era adesso Izvestija Sovetov Narodnych Deputatov CCCP (in russo Известия Советов народных депутатов СССР?, lett. "Comunicazioni dei deputati dei Soviet del Popolo dell'URSS").

### Dal 1992 ad oggi
Dalla dissoluzione dell'Unione Sovietica l'Izvestija si definisce il quotidiano nazionale di tutta la Russia. Il giornale passò sotto la proprietà di una società di Vladimir Potanin che aveva forti legami col governo. Il 3 giugno 2005 il pacchetto di controllo di Izvestija fu acquisito dalla compagnia statale Gazprom. Secondo le conclusioni del Committee to Protect Journalists, il caporedattore Raf Šakirov fu forzato alle dimissioni perché i membri del governo non gradirono la copertura offerta dal giornale alla strage di Beslan. Altre fonti riportano che Potanin chiese a Šakirov di lasciare per paura che il Cremlino fosse irritato dalle foto esplicite del massacro pubblicate dalla Izvestija.

## Curiosità
- Fino al primo ottobre 2008 il caporedattore artistico fu Boris Efimov, l'illustratore di 107 anni che aveva lavorato come vignettista politico sotto Stalin.
- La testata è stata oggetto anche dell'ironia popolare durante il periodo del comunismo sovietico. Era infatti, affiancata ad un altro giornale, la Pravda (Правда, in italiano "Verità"), in un noto gioco di parole: